# Lucero Suárez
Lucero Suárez (Mérida, Yucatán, 1963. december 3. –) mexikói producer, író és rendező.

## Élete
Lucero Suárez 1963. december 3-án született Méridában. 1998-ban elkészítette a Rencor apasionado című telenovellát. 2003-ban elkészítette az Amar otra vezt, Irán Castillo és Valentino Lanús főszereplésével. 2006-ban a Las dos caras de Ana című sorozatot készítette el. 2008-ban a Kedves ellenség című sorozatot készítette el. 2011-ben elkészítette az Amorcito corazón című telenovellát.

## Telenovellái

### Mint vezető producer
- Tiéd az életem (Te doy la vida) (2020)
- Ringo (2019)
- Szerelmem, Ramón (Enamorándome de Ramón) (2017)
- La vecina (2015)
- De que te quiero, te quiero (2013-2014)
- Amorcito corazón (2011-2012)
- Zacatillo, un lugar en tu corazón (2010)
- Kedves ellenség (Queirda enemiga) (2008)
- Las dos caras de Ana (2006-2007)
- Pablo y Andrea (2005)
- Amar otra vez (2003)
- El noveno mandamiento (2001)
- Rencor apasionado (1998)
- Para toda la vida (1996)

### Mint társproducer
- Tenías que ser tú (1992)

### Mint produkciós menedzser
- En carne propia (1990)
- El extraño retorno de Diana Salazar (1988)
- Cuna de lobos (1986)
- Muchachita (1986)
- Juana Iris (1985)

## Mint író
- La vecina (2015) (szabad változat)
- De que te quiero, te quiero (2013-2014) (szabad változat)
- Amorcito corazón (2011-2012) (szabad változat)
- Zacatillo, un lugar en tu corazón (2010) (adaptáció)
- Kedves ellenség (Querida enemiga) (2008) (adaptáció)
- Rencor apasionado (1998) (szabad változat és adaptáció)

## Rendezőként
- Rencor apasionado (második rész) (1998)